# Pingo de gente
Pingo de Gente fue una telenovela brasileña producida y emitida por TV Record de agosto a diciembre de 1971, historia original de Raymundo López, protagonizada por Elisa D'Agostino, Zanoni Ferrita y Celia Elena, dirigida por Zéluiz Pino.

## Sinopsis
Ana María conocida por todos como "Pingo de Gente", es una niña huérfana, la cual fue abandonada por su abuelo quien se la arrebató a su madre pocas horas después de nacida y abandona en un orfanato, donde se crio hasta los siete años, Ana María cansada de los maltratos recibidos en el lugar, decide fugarse en busca de su madre, es así como llega a manos de John un vendedor ambulante con el cual Ana María se encariña al igual que él con la pequeña, sin embargo una vecina de John, Laura, una mujer maliciosa quien está enamorada de él, llamará a una trabajadora social para que investigue el caso de la niña, esa mujer es Marta, la cual es la verdadera madre de Ana María y la cual se enamora de John.

## Elenco
- Elisa D´ Agostino - Ana María "Pingo de Gente"
- Zanoni Ferrita - John
- Celia Elena - Marta
- Celia Coutinho - Laura
- Ademir Roca- Gininho
- Celia Olga - Sofía

## Versiones
En 1977, durante una retransmisión por TV Record, el productor de telenovelas mexicanas Valentín Pimstein en un viaje a Brasil, miró la telenovela la cual lo cautivó. Al año siguiente la cadena mexicana Televisa, compró los derechos para realizar su propia versión:
- Gotita de gente, producida por Valentín Pimstein en 1978, protagonizada por Graciela Mauri, Jorge Ortiz de Pinedo y Liliana Abud.
- Gotita de amor fue la segunda versión realizada por Televisa en 1998, producida por Nicandro Díaz González, protagonizada por Andrea Lagunés, Alejandro Ibarra y Laura Flores.